# Аркас
Аркас или Аркад (на гръцки: Ἀρκάς) в древногръцката митология е син на Зевс и Калисто, нимфа от свитата на Артемида. Прародител на жителите на Аркадия.
Аркас бил даден за възпитание на дъщерята на Атлас – Мая. Станал отличен ловец. Когато Хера научила за любовта между Зевс и Калисто, изпаднала в ярост и превърнала Калисто в мечка. Аркас се прибрал и видял мечка у тях и незнаейки, че това е собствената му майка се прицелил в нея. Зевс не допуснал Аркас да извърши такова тежко престъпление и превърнал Калисто и Аркас в съзвездията – Голяма мечка и Воловар. Когато Хера научила за спасението им, помолила жената на Океан – Тетида, да не им позволява да слизат под хоризонта, за да не могат да утоляват жаждата си в морето.